# میکویان ال‌اف‌ام‌اس
میکویان ال‌اف‌ام‌اس (به انگلیسی: Mikoyan LMFS) یک پروژه هواپیما از کارخانهٔ میگ روسیه در دوران جنگ سرد بود تا میگ-۲۹ را جایگزین کند. قرار بود هواپیما در کلاس جنگندهٔ سبُک ساخته شود، به همین دلیل دارای یک موتور RD-33 بود. این پروژه کنسل شده‌است و طرح سوخو-۷۵ جایگزین آن شد.